# Phacelia tanacetifolia
La facelia (Phacelia tanacetifolia Benth., 1853) è una pianta erbacea annuale della famiglia delle Boraginacee

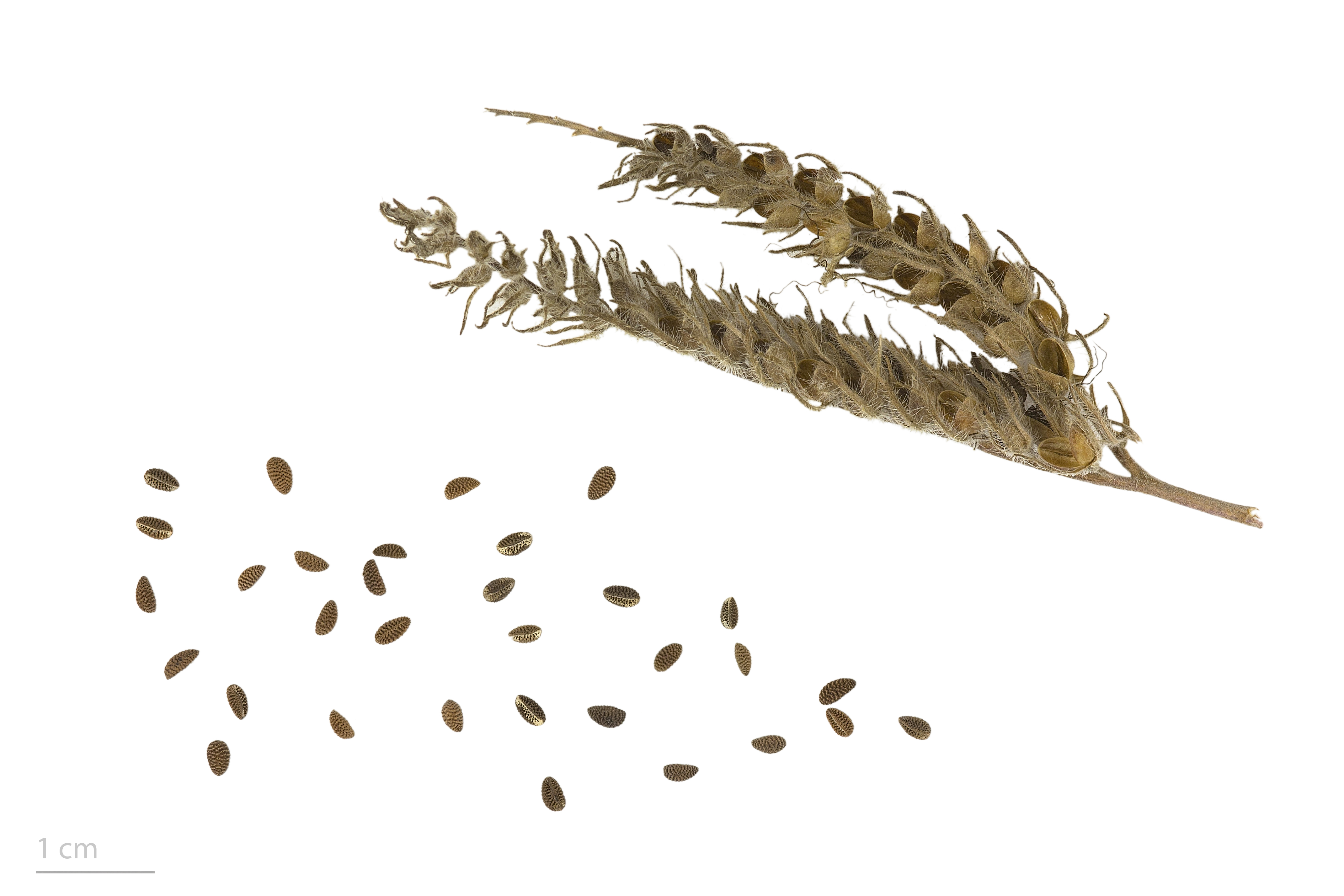
Phacelia tanacetifolia

## Descrizione

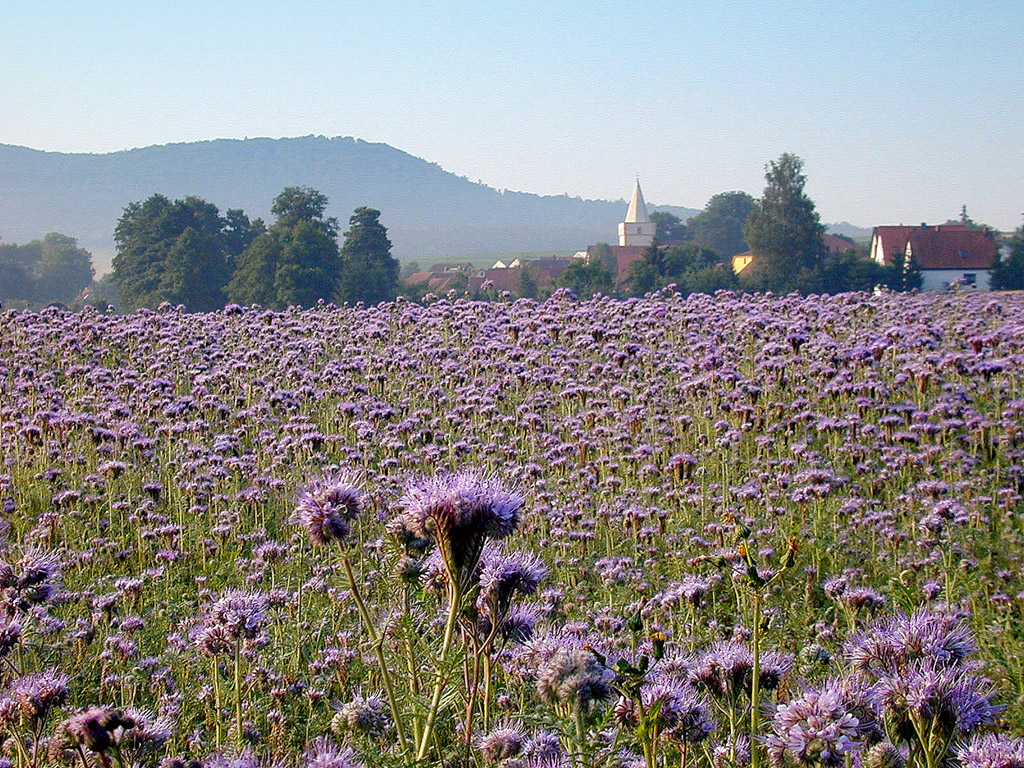
Un campo di Phacelia tanacetifolia

La facelia è una pianta annuale con portamento eretto che può raggiungere un metro di altezza. Il fusto è cavo. Le foglie pennate sono coperte di peli e assomigliano a quelle del tanaceto (per questo detta tanacetifolia). Il fiore ha un'infiorescenza scorpioide  con fioritura ascalare che si protrae per diverse settimane, di colore violetto-bluastro. I cinque stami e i due stili escono chiaramente dal fiore a cinque petali. L'infiorescenza ha la caratteristica di essere arrotolata a spirale, che la rende particolarmente bella, per cui la Facelia viene usata anche come fiore reciso sia fresco che essiccato.

## Distribuzione e habitat
Originaria del nord del Messico e della California, è presente in Europa dal XIX secolo e in molte zone temperate di altri continenti.

## Usi
Il fiore produce polline e nettare di altissima qualità e attrae le api, portando ad una produzione di miele che raggiunge e supera i 10 qli/ha: è una buona pianta mellifera.

Nel centro e nord Europa viene utilizzata come foraggera per fornire fibra di alta qualità ai bovini.

## Coltivazione
La pianta viene coltivata in tutto il mondo come specie mellifera, di facile coltivazione e di auto-risemina, cioè si riproduce con l'autodisseminazione.  Per l'utilizzo come erba da foraggio lo sfalcio avviene a fine fioritura quando i primi fiori iniziano già a disseminare, così da garantire la risemina per i raccolti successivi. In Italia è stata utilizzata anche per produrre il cosiddetto "fasciato" ossia foraggio umido imballato in ambiente anaerobico dove si conserva grazie ad una fermentazione lattica. In molte zone del centro e sud Italia serve soprattutto come coltura da sovescio per concimare il terreno in modo naturale in quanto cede al terreno grandi quantità di azoto. Riesce anche ad impedire la crescita di malerbe rilasciando delle particolari sostanze chimiche che inibiscono la crescita di specie concorrenti.
 
La facelia è seminata spesso in giardini ecologici e nei frutteti grazie alla capacità di attrarre insetti pronubi, non solo le api. Il fiore attira in special modo la famiglia dei Sirfidi, ditteri che imitano la livrea di api e vespe e che si cibano di afidi: può essere quindi un buon aiuto nella lotta biologica. La pianta è però considerata anche dannosa in quanto attira non solo api e simili ma anche altri insetti come Agromizidi o Scarabeidi che provocano danni alle radici, ai fusti e ai fiori delle coltivazioni agricole.

## Nella ricerca scientifica
I semi di Phacelia tanacetifolia sono stati studiati in relazione alla dormienza dei semi. È stato dimostrato che la luce ha un effetto inibitorio sulla germinazione. I semi germinano quindi soltanto al buio. Questa inibizione può venire eliminata togliendo la punta dell'endosperma e può essere reintrodotta mediante soluzioni osmotiche che aumentano la forza espansiva dell'embrione.